# 小山邦太郎

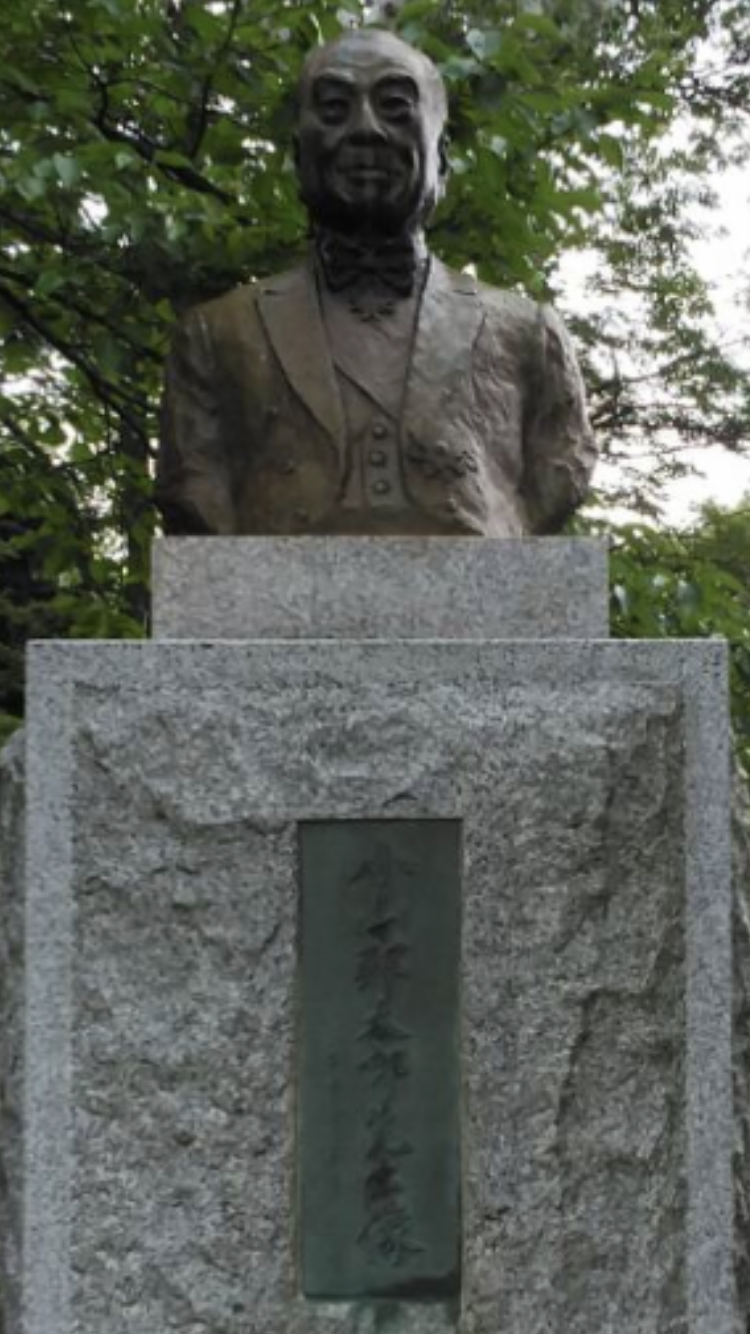
小山邦太郎胸像
（長野県小諸市、揮毫は三木武夫によるもの）

小山 邦太郎（こやま くにたろう、1889年〈明治22年〉 11月16日 - 1981年〈昭和56年〉 3月24日）は、日本の政治家、実業家。戦前の長野県会議員から衆議院議員（6期）。戦後、参議院議員（3期）。参議院永年在職議員。初代小諸市長。位階は正三位。勲等は勲一等。

## 経歴
長野県北佐久郡小諸町生まれ。小諸高等小学校を経て、長野市立甲種商業学校卒業。小諸高等小学校在学時には、自由主義教育者の伊藤長七の影響を受けた。
戦前は明正会・立憲民政党に所属したが戦後公職追放され、追放解除後は旧民政党左派の松村謙三・粟山博・鶴見祐輔・中村三之丞・松浦周太郎・川崎末五郎らと行動をともにした。政界復帰後は自由民主党松村・三木派に所属した。

## 生涯

### 生い立ち
1889年（明治22年） - 11月16日、長野県北佐久郡小諸町（現在の小諸市）に実業家の小山久左衛門と梅路(うめじ)夫妻の長男として生まれる。父・久左衛門の幼名であった邦太郎と命名される。実家は江戸時代から醸造業や鰹節、畳表を取り扱い様々な事業を行う豪商であるとともに御牧ヶ原に広大な土地を所有し開墾事業を行う豪農でもあった。また、父・久左衛門は商売のみならず、日本赤十字社への献金や小諸義塾への支援、小諸町長を務めるなど公共事業に注力した篤志家でもあった。

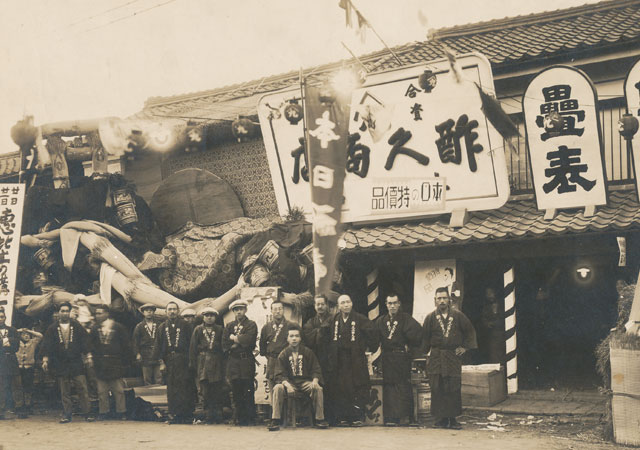
父・久左衛門の経営する合資会社酢久商店

### 幼少期~学生時代
- 1896年（明治29年） - 小諸町立小諸尋常小学校に入学。
- 1900年（明治33年） - 同校を卒業。小諸町立小諸高等小学校に入学。
- 1903年（明治36年） - 同校を卒業。長野市立甲種商業学校(現長野県長野商業高等学校)に入学。
- 1906年（明治39年） - 同校を卒業。
- 1908年（明治41年） - 官立神戸高等商業学校（現在の神戸大学）に入学。

その後、当時流行していた結核に感染。同校を退学し東京帝国大学医科大学付属医院（現在の東京大学医学部附属病院)に入院。院長の佐藤三吉による当時最先端の手術が行われ、肋骨を失いながらも奇跡的に回復する。

### 政界進出まで
- 1909年（明治42年） - 東京帝国大学医科大学付属医院を退院。12月に一年志願兵として軍務に服する事を決め、新潟の歩兵第58連隊に歩兵二等兵で入営。
- 1910年（明治43年） - 歩兵曹長に昇任し、予備見習士官に昇進した直後に結核を再発。10月に高田病院に入院し12月30日に除隊。
- 1911年（明治44年） - 神奈川県高座郡茅ヶ崎町（現在の茅ヶ崎市）の南湖院に転院。
- 1912年（大正元年） - 結核から回復。南湖院から退院し小諸に帰郷する。
- 1914年（大正03年） - 家業の醸造業に従事していたが、父・久左衛門より小諸町六供に建設した50人繰りの製糸工場純水館製糸養成所の経営を任される。この工場が後に純水館の主力工場である丸純工場となる。また、3月に父・久左衛門の命で原料繭の輸入のため中華民国へ渡航。
- 1915年（大正04年） - 中華民国から帰国。
- 1917年（大正06年） - 佐久蚕種株式会社取締役に就任。
- 1918年（大正07年） - 7月11日、第一純水館社長並びに小諸繭糸株式会社取締役に就任。さらに11月26日、上高井郡小布施村（現在の同郡小布施町）の市村善助七女「玉枝」と結婚。市村家は高井鴻山を輩出した小布施町の豪商であった。

### 長野県会議員・衆議院議員時代
- 1923年（大正12年） - 9月27日、長野県会議員に初当選。政界に進出する。
- 1924年（大正13年） - 4月に株式会社東信社社長に就任。8月、北佐久郡軽井沢町で加藤高明首相（当時）と面会。衆議院議員の出馬を勧められる。
- 1926年（大正15年） - 7月18日、警廃事件対処のため長野市に向かうも暴動が激化していたため新潟県高田市（現在の上越市）に避難。
- 1927年（昭和02年） - 4月に長野県繭取引市場組合長に就任。9月27日、長野県会議員に再選。
- 1928年（昭和03年） - 第16回衆議院議員総選挙長野2区当選。鶴見祐輔らとともに明正会結成に参画した。
- 1938年（昭和13年） - 小諸町長就任
- 1940年（昭和15年） - 米内内閣の海軍参与官に就任。叙高等官二等。敘正五位。
- 1941年（昭和16年） - 日本蚕糸統制株式会社設立委員[5]。勲三等瑞宝章受章
- 1945年（昭和20年） - 鈴木貫太郎内閣の陸軍政務次官に就任。叙高等官一等。

### 小諸市長・参議院議員時代
- 1953年（昭和28年） - 第3回参議院議員通常選挙長野県選挙区に改進党から出馬するが、木内四郎に2488票差で敗れ次点。
- 1954年（昭和29年） - 初代小諸市長就任[3]
- 1956年（昭和31年） - 第4回参議院議員通常選挙に自由民主党から出馬し初当選。連続3期当選。
- 1961年（昭和36年） - 参議院予算委員長就任
- 1973年（昭和48年） - 11月3日、勲一等旭日大綬章を受章。
- 1974年（昭和49年） - 7月7日、政界を引退。

### 政界引退後
- 1976年（昭和51年） - 1月6日、小諸市名誉市民に選定。小諸市名誉市民章を授与される。[3]

### 晩年
- 1981年（昭和56年） - 3月24日午前6時25分、悪性リンパ腫のため 東京都板橋区の日本大学医学部附属板橋病院にて死去。享年91。同日付で正五位から正三位に追叙(進階)。戒名は勲徳院禅機邦道大樹大居士。葬儀は同年4月4日に執り行われた。自民党葬や小諸市公葬等の申し出があったが遺族の希望により家葬となった。葬儀には鈴木善幸首相（当時）や三木武夫元首相、関係自治体の首長をはじめ政財界人が参列したほか、同日に勅使より正三位の伝達式と祭粢料の下賜も合わせて行われた。その後、長野県小諸市に所在する小山家の菩提寺、海応院に埋葬される。

### 死後
- 1983年（昭和58年） - 4月24日、長野県小諸市の小諸城懐古園で小山邦太郎の顕彰像の除幕式が行われた。

## 政策・主張

### 政見綱領(衆議院議員時代)
- 海軍軍縮問題対策[4]
- 対支問題の根本的解決[4]
- 経済的並に科学的国防計画の樹立[4]
- 財政難局の打開策[4]
- 産業政策の確立[4]
- 教育の実際化と手工芸の発展策樹立[4]

## エピソード

### 日中戦争の和平工作

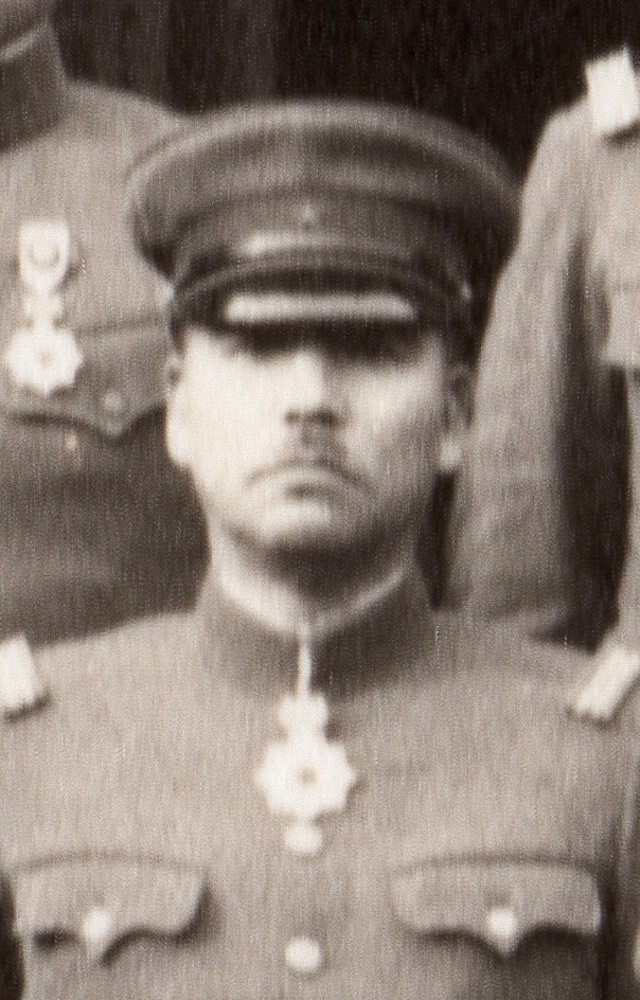
邦太郎と会談した広東駐屯軍司令官の柴山兼四郎陸軍少将(当時)

1937年（昭和12年）、日中戦争が開戦し事態が泥沼化する中、米内内閣で海軍参与官に就任した邦太郎は、同年5月に前線への視察を計画した。計画では北支（華北）を視察する予定であったが、急遽広東を経由し海南島に向かい、広東駐屯軍司令官で後に陸軍次官を務める柴山兼四郎少将（当時）と秘密裏に会談し和平への道を探った。柴山は盧溝橋事件の際に陸軍省軍務局軍務課長で、日中戦争の不拡大を主張していたが、当時関東軍参謀長だった東條英機の戦線拡大方針と意見が衝突。東條が軍部を支配するようになると柴山は前線である広東駐屯軍の司令官に半ば左遷された。こうした経緯を持つ柴山は蔣介石を支援し日中が和平を結ぶべききだという邦太郎と考えを同じくしていたため小山と意気投合した。

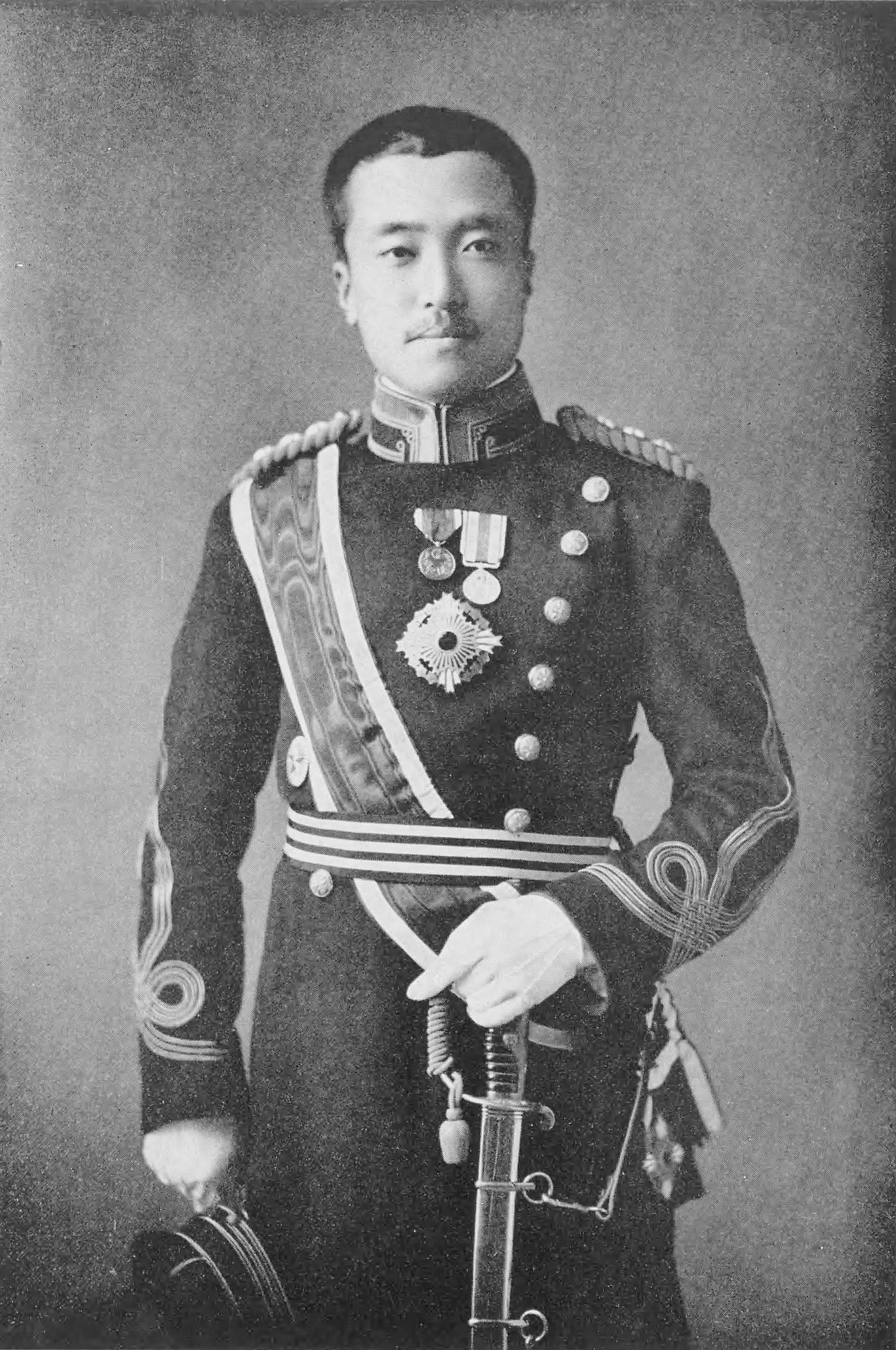
和平工作を依頼した東久邇宮稔彦王

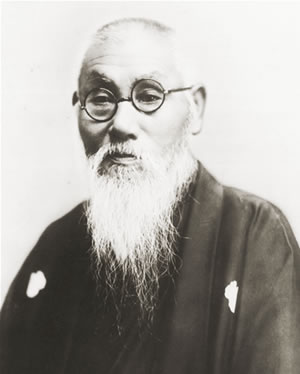
和平工作を計画した頭山満

柴山との会談を終え日本に帰国した4年後、1941年（昭和16年）、邦太郎がかねてより尊敬し交流があった頭山満が、東久邇宮稔彦王より蒋介石との和平工作を依頼される。これを知った邦太郎は頭山のもとを訪れ、共に和平工作の計画を練った。結果、頭山秀三（満の息子）と柴山少将、邦太郎の三人で蒋介石と和平の予備折衝を行い、その後に頭山本人が政府要人とともに蔣介石と会談し和平講和を結ぶという計画に至った。計画は順調に遂行され、いよいよ小山も予備折衝に向け日本を出国しようとしたが、東條英機首相に東久邇宮が飛行機の手配を依頼したところ、「勝手な和平工作は統帥権を犯すことになる」と拒絶され計画は中止、和平工作は幻となった。

### 反軍演説に共鳴

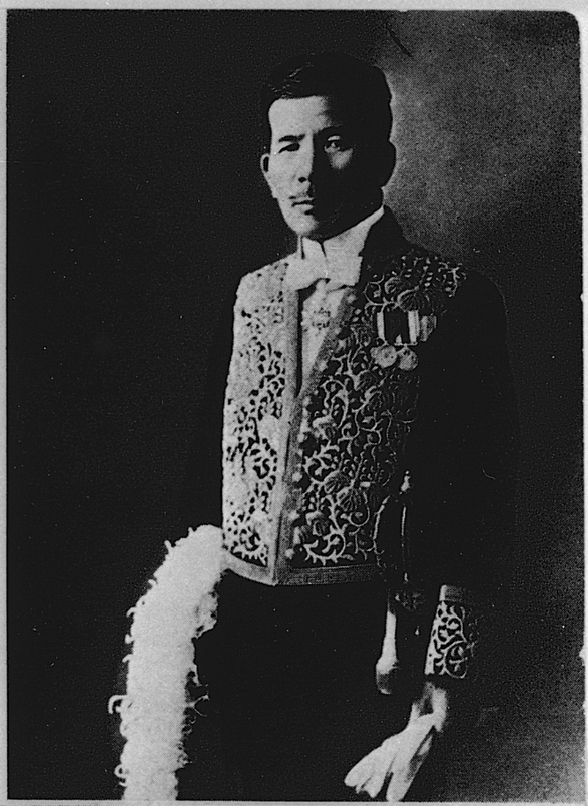
反軍演説を行った斎藤隆夫衆院議員

1940年（昭和15年）2月2日、帝国議会衆議院本会議にて、邦太郎と同じく立憲民政党に所属する斎藤隆夫衆議院議員が、日中戦争に関し戦争政策を横暴に押し進める陸軍や政府を熱烈に批判した反軍演説を行った。これに対し、陸軍や各政党は「斎藤の演説は聖戦を冒涜するものだ」と斎藤を激しく非難し、同様に斎藤の所属する立憲民政党も厳しく批判された。これに対し斉藤や邦太郎と同じ立憲民政党に所属する小山松寿衆議院議長（邦太郎と同郷で遠縁にあたる）は陸軍や各政党による激しい非難から党を守るため衆議院書記官長の大木操に斎藤の演説のうち軍部への批判が含まれる全体のおよそ三分の二の削除を議長の職権で命じ、遂に帝国議会衆議院本会議で斎藤の除名処分の採決を行うにまで至った。
立憲民政党所属の邦太郎は、当然斎藤の除名に賛成する党の方針に従わなければならなかった。しかし、邦太郎は斎藤の反軍演説に賛同し共鳴していたため、斎藤の除名には反対の立場であった。そこで仮病を用いて採決を欠席。欠席し棄権する事より斎藤の除名に事実上反対した。採決当時現役の立憲民政党所属議員で斎藤の除名に事実上反対したのは小山ただ一人であった。また、現職の海軍参与官かつ立憲民政党の中堅議員たる小山が斎藤の除名に事実上反対したため党内外に大きな波紋が広がった。

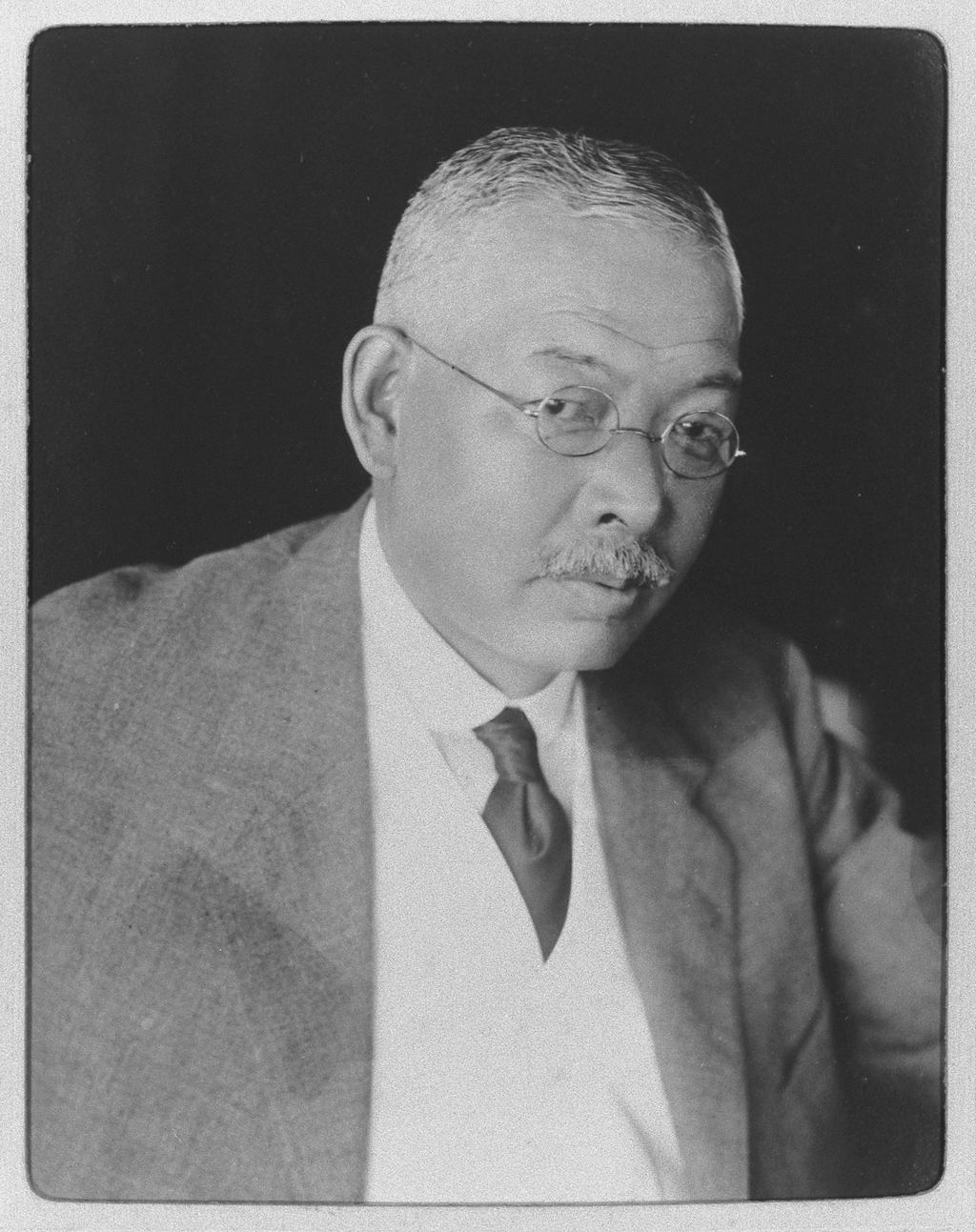
邦太郎の遠戚で反軍演説を処理した小山松寿衆院議長

邦太郎の事実上の除名反対を知った松寿は、今度は邦太郎が陸軍や各政党から非難を受けてしまうことを心配し、除名に反対する考えを改めさせるよう説得を行うため、党幹事長で邦太郎と親交がある内ヶ崎作三郎衆議院議員を邦太郎の事務所がある東京府東京市四谷区（現在の東京都新宿区）に向かわせた。しかし邦太郎は毅然とした態度でこれに応じ、遂に内ヶ崎は説得を断念した。しかし、邦太郎側もこれ以上党に迷惑はかけられないとして吉田善吾海軍大臣に海軍参与官辞任の意向を伝える。しかし米内光政首相と同じく海軍条約派の一人で、陸軍を厳しく批判し邦太郎と考えを同じくしていた吉田は、邦太郎の発言に手を振り「それは政党内部の問題であり、海軍省には無関係です」と強く邦太郎を慰留した。これにより邦太郎は海軍参与官の辞任を思いとどまった。

## 家族
- 父 - 小山久左衛門（実業家）
- 弟 - 小山敬三（洋画家）
- 息子 - 小山邦武（元長野県飯山市長、元信州味噌代表取締役社長）
- 娘婿 - 井出一太郎（自由民主党衆議院議員、内閣官房長官）
- 娘婿 - 瀬在幸安（元日本大学総長、日本大学名誉教授）
- 孫 - 井出正一（自由民主党衆議院議員、厚生大臣、新党さきがけ党代表）
- 孫 - 井出亜夫（元通産省官僚〈経済企画審議官〉、元慶應義塾大学客員教授）
- ひ孫 - 井出庸生（自由民主党衆議院議員、元文部科学副大臣）